# فوزي الصقلي
فوزي الصقلي هو عالم أنثروبولوجيا وأثنولوجيا مغربي من مواليد سنة 1953 بمدينة فاس، وهو مدير مهرجان فاس للثقافة الصوفية في المغرب.

## مسيرته
في سن ال 23، توجّه للصوفية بعدما تأثر بكتب جلال الدين الرومي، وقد التقى بحمزة بن العباس بودشيش شيخ الطريقة القادرية البودشيشية الذي أصبح تلميذاً له. · .
عضو في مجموعة الحكماء المُعيّنين من قبل رئيس المفوضية الأوروبية، وهو يساهم في التفكير في «الحوار بين الشعوب والثقافات في المنطقة الأورو-متوسطية». · 
في عام 2001، تم تعيينه من قبل الأمم المتحدة من اثنتي عشرة شخصية عالمية ساهمت في حوار الحضارات.
في عام 2007، أسس مهرجان الثقافة الصوفية في فاس، والذي يقام كل سنة. · 
في مايو 2011، تم تعيينه عضوا في السلطة العليا للاتصالات السمعية البصرية من قبل الملك محمد السادس.
في مايو 2014، تمّ توسيمه بوسام جوقة الشرف من فرنسا، بناءً على اقتراح وزير الشؤون الخارجية. ·  · 
متزوج ولديه ثلاثة أبناء.